# Парламентские выборы на Каймановых Островах (2017)
Парламентские выборы на Каймановых Островах прошли 24 мая 2017 года. Они стали первыми выборами после референдума 2012 года по избирательной системе Каймановых Островов, после которого были введены одномандатные округа. На ни избиралось 19 депутатов Законодательной ассамблеи Каймановых Островов.
В результате выборов Народное прогрессивное движение потеряло места парламента, но осталось крупнейшей парламентской партией с 7 из 19 мест. Одновременно беспартийные кандидаты заняли 9 мест.

## Результаты
| Партия                                                                              | Голоса | %     | Места | +/- |
| ----------------------------------------------------------------------------------- | ------ | ----- | ----- | --- |
| Народное прогрессивное движение                                                     | 4 909  | 31,23 | 7     | -2  |
| Демократическая партия                                                              | 3 786  | 24,08 | 3     | 0   |
| Независимые                                                                         | 7 026  | 44,69 | 9     | +7  |
| Недействительных/пустых бюллетеней                                                  | 0      | -     | -     | -   |
| Всего                                                                               | 15 721 | 100   | 19    | +1  |
| Зарегистрированных избирателей / Явка                                               | 21 228 | 74,06 | -     | -   |
| Источник: Избирательная комиссия Архивная копия от 29 марта 2020 на Wayback Machine |        |       |       |     |